# Liste der Monuments historiques in Bovée-sur-Barboure
Die Liste der Monuments historiques in Bovée-sur-Barboure führt die Monuments historiques in der französischen Gemeinde Bovée-sur-Barboure auf.

## Liste der Objekte
| Bezeichnung      | Beschreibung | Standort                                       | Kennzeichnung | Schutzstatus | Datum | Bild |
| ---------------- | --- | ---------------------------------------------- | ------------- | ------------ | ----- | ---- |
| Patene           | Silber, zweites Viertel des 17. Jahrhunderts                                                                                          | in der Kirche Présentation-de-la-Vierge (Lage) | PM55001138    | Classé       | 1995  |      |
| Kelch und Patene | Silber, vergoldet, Mitte des 19. Jahrhunderts, von Pierre-Henri Favier; im Centre départemental d’art sacré in Saint-Mihiel deponiert | in der Kirche Présentation-de-la-Vierge (Lage) | PM55001622    | Inscrit      | 1994  |      |
| Roter Ornat      | Kasel, Manipel, Stola und Bursa; Stoff, bestickt, 19. Jahrhundert; im Centre départemental d’art sacré in Saint-Mihiel deponiert      | in der Kirche Présentation-de-la-Vierge (Lage) | PM55001623    | Inscrit      | 1994  |      |